# Langues tongiques
Les langues tongiques sont un petit groupe de langues polynésiennes comprenant au moins deux langues, le tongien et le niuéen, et possiblement une troisième, le niuafo'ou. Ces langues sont issues du proto-polynésien, dont elles se sont différenciées à partir de 900 après J.-C.. Le tongien et le niuéen ont formé une même langue (le proto-tongique), différente du proto-polynésien, avant de se différencier elles-mêmes en deux langues distinctes. 

## Répartition géographique
Les langues tongiques sont originaires de Polynésie, plus précisément de l'archipel des Tonga (tongien) et de Niue (niuéen). Ces langues sont également parlées en Nouvelle-Zélande par les diasporas tongienne et niuéenne qui y ont migré à partir du XXe siècle.

## Caractéristiques
Les langues tongiques, dans leur acception restreintes, sont composées du tongien (qui donne son nom à ce groupe) et du niuéen. Certains auteurs incluent également le niuafo'ou (cf infra).
Les langues tongiques diffèrent des autres langues polynésiennes nucléaires par plusieurs traits morphologiques : le h initial, présent en tongien mais pas dans les autres langues, et l'absence de l ou de r en tongien là où les autres langues polynésiennes le possèdent.
| Tongien | Samoan | Tahitien | Maori | Hawaïen | Français  |
| ------- | ------ | -------- | ----- | ------- | --------- |
| hama    | ama    | ama      | ama   | ama     | outrigger |
| hiŋoa   | iŋoa   | iʔoa     | iŋoa  | inoa    | nom       |
| mohe    | moe    | moe      | moe   | moe     | dormir    |
| hake    | aʔe    | aʔe      | ake   | aʔe     | haut      |
| ua      | lua    | rua      | rua   | lua     | deux      |
| ama     | lama   | rama     | rama  | lama    | torche    |
| tui     | tuli   | turi     | turi  | kuli    | genoux    |

## Histoire de la classification

### Elbert (1953)
Le premier auteur à évoquer un groupe tongique est Samuel Elbert dans un article de 1953. Il rompt avec la distinction traditionnelle entre langues polynésiennes de l'est et langues polynésiennes de l'ouest. Utilisant la méthode lexicostatistique, Elbert montre que le samoan est plus proche des langues polynésiennes orientales que du tongien et du niuéen. Elbert rassemble le niuéen, le tongien, le wallisien et le futunien dans un même sous-groupe.

### Pawley (1966)
En 1966, le linguiste australien Andrew Pawley divise les langues polynésiennes en deux groupes : d'un côté, le polynésien nucléaire et de l'autre, le groupe tongique, incluant le tongien et le niuéen. Il utilise pour cela la méthode des innovations morphologiques. Cette distinction est considérée comme fondamentale dans l'histoire de la classification des langues polynésiennes.

### Classification du niuafo'ou
L'appartenance du niuafoʻou au groupe tongique est controversée. Cette langue est tantôt rangée au sein des langues tongiques, tantôt classée avec les autres langues du groupe polynésien nucléaire. 
Certains ont proposé l'existence d'une branche wallisien-niuafoʻou (le niuatoputapu y est également inclus par Glottolog). Cependant, Jeffrey Marck (2000) classe de nouveau le niuafoʻou dans la branche tongique des langues polynésiennes.